# Hall of the Mountain King
Hall of the Mountain King ist ein 1987 erschienenes Musikalbum der Band Savatage. Es bietet Musik im Stil des Power Metal und ist das insgesamt vierte Album der Band. Zudem war es das erste von Paul O’Neill produzierte Album. O’Neill verstärkte später sein Engagement mit der Band und nahm nicht nur weitere Alben auf, sondern komponierte Lieder mit, spielte Keyboards ein und schrieb Storykonzepte für die Band.

## Entstehung
Das Album wurde 1987 in New York City aufgenommen und im September desselben Jahres veröffentlicht. Einen Gastauftritt auf dem Album hat Ray Gillen, der damals Sänger von Black Sabbath war. Gillen ist im Lied Strange Wings im Hintergrund zu hören. Neben der Bandbesetzung spielte Bob Kinkel zusätzliche Keyboardparts ein; er gründete später zusammen mit den Savatage-Musikern das Projekt Trans-Siberian Orchestra.
Zum Titelsong und zu 24 Hours Ago drehte die Band Musikvideos.
Durch die Mitwirkung von Paul O’Neill ab diesem Album begann sich die Musik der Band in den folgenden Jahren sukzessive zu ändern. Zwar ist dieses Album noch im Stil der Vorgängeralben gehalten, aber bereits Prelude to Madness ist als Klassikadaption ein Schritt in die spätere Richtung, Musical-beeinflusste Lieder zu schreiben.

## Titelliste
1. 24 Hours Ago (Jon Oliva, Criss Oliva, Johnny Lee Middleton, Paul O’Neill; 4:56)
2. Beyond the Doors of the Dark (Jon Oliva; 5:07)
3. Legions (Jon Oliva, Criss Oliva; 4:57)
4. Strange Wings (Jon Oliva, Criss Oliva, Paul O’Neill; 3:45)
5. Prelude to Madness (Edvard Grieg; 3:13)
6. Hall of the Mountain King (Jon Oliva, Criss Oliva, Johnny Lee Middleton, Paul O’Neill; 5:55)
7. The Price You Pay (Jon Oliva, Criss Oliva, Steve Wacholz; 3:51)
8. White Witch (Jon Oliva, Criss Oliva; 3:31)
9. Last Dawn (1:07)
10. Devastation (Jon Oliva, Criss Oliva; 3:37)

1997 veröffentlichte Edel Records eine Neuauflage mit dem Bonustrack Stay. Eine weitere Wiederveröffentlichung erfolgte 2002 durch SPV; diesmal waren neben einem umfangreichen Booklet Liveaufnahmen von Hall of the Mountain King und Devastation enthalten.

## Erläuterungen zu den Titeln
- Legions schließt textlich an den Titelsong des Albums Power of the Night (1984) an.
- Prelude to Madness ist ein Instrumental, auf dem Criss Oliva den bekannten Satz In der Halle des Bergkönigs aus Peer Gynt von Edvard Grieg interpretiert. Bis zum Album Dead Winter Dead aus dem Jahr 1995, wo Mozart- und Beethoven-Symphonien zitiert wurden, war dies die einzige Klassikadaption der Band.
- Der danach benannte Titelsong erhielt 2006 auf dem Album Maniacal Renderings von Jon Oliva’s Pain mit Through the Eyes of the King eine direkte musikalische wie textliche Fortsetzung.
- White Witch warnt vor dem Drogenmissbrauch durch Kokain. In der Sonderedition von Hall of the Mountain King, vertrieben in Deutschland vom Steamhammer-Label im Jahre 2002, steht: „...But Jon’s fingerprints were all over White Witch, which warns of the perils of cocain addiction [...] Jon: ‚And a lot of that stuff does happen – your heart races, you're reaching out for the mirror. When you get to the point where you're that out of it, that song makes a lot of sense‘...“
- Last Dawn ist ein weiteres Instrumentalstück für Akustikgitarre mit Keyboardbegleitung.
- Devastation handelt von einer Vision der Apokalypse für das Jahr 2000.

## Rezeption und Bedeutung
In der unmittelbaren Musikkritik wurde das Album positiv aufgenommen und vor allem gegenüber dem als enttäuschend empfundenen Vorgängeralbum Fight for the Rock als Rückkehr zu alter Klasse gewertet. Im Metal Hammer wurde Hall of the Mountain King zum „LP-Tip des Monats“ erkoren mit einem Schnitt von 6,3 von 7 möglichen Punkten. Die Höchstnote vergab u. a. Götz Kühnemund, in seiner Besprechung lobte er die „tolle, völlig eigenständige Gitarrenarbeit (...), eine Rhythmsection wie aus Granit (...), ein unvergleichliches Reibeisenorgan (...), eine beinharte Produktion (...) intelligente Arrangements und grenzenlose POWER!“ Jeder Song verdiene es, „absoluten Klassikerstatus zu erlangen“. Savatage seien „nicht nur einer der härtesten Acts der westlichen Hemisphäre, sondern zweifellos auch einer der originellsten“. Allein der Titelsong und dessen instrumentale Einleitung rechtfertige bereits die Höchstnote. Kühnemund bilanzierte: „Auf dieser Super-LP jagt ein Höhepunkt den anderen. (...) Hall of the Mountain King ist ein Stück Vinyl, das man als HM-Fan – gleich, welcher speziellen Kategorie man sich zuordnet – einfach gehört haben muss.“
Retrospektiv lobten Kritiker vor allem den Titelsong und sein instrumentales Vorspiel. Die deutsche Zeitschrift Rock Hard nahm im Jahr 2001 das Album neben einigen anderen Werken der Band in seine Liste Top 300 – Die besten Scheiben aller Zeiten auf. Im Jahr 2014 belegte das Album Platz 68 auf der Liste Die 100 besten Metal- und Hardrock-Alben aller Zeiten des Rolling Stone.